# Amici del Brasile Onlus
Amici del Brasile Onlus è un’Organizzazione non lucrativa di utilità sociale legalmente costituita come associazione con atto del 31 maggio 1994. Si occupa di cooperazione internazionale nel campo educativo in Brasile e nella Repubblica Democratica del Congo. Non ha fini di lucro è apartitica e non dipende da enti con finalità di lucro. Opera nel mondo del volontariato cristiano con lo scopo di fornire aiuti alle comunità più povere dei paesi in via di sviluppo favorendo lo sviluppo integrale della persona per mezzo della formazione scolastica in particolare di bambini e adolescenti (art. 3 dello Statuto).

## Storia
L'Associazione Amici del Brasile Onlus è nata il 31 maggio 1994 dall'idea e dall'operato di Don Arnaldo Peternazzi, missionario fidei donum della Diocesi di Cremona.
La storia iniziò nel 1986 quando venne avviata la prima scuola con 60 bambini nel salone parrocchiale di Tururu. Nel 1988 la scuola venne riconosciuta dal Ministero dell’educazione brasiliano. Con il passare del tempo vennero aperte diverse altre scuole, tutte ubicate nel Nordeste del Brasile, nello stato del Cearà. L’associazione attualmente sostiene quattro scuole già riconosciute come scuole pubbliche e otto scuole di Educazione Complementare.
Dal 14 novembre 2000 è riconosciuta “Ente Morale” dal Ministero degli interni e quindi possiede personalità giuridica autonoma (D.M. n. 298 del 22/12/2000 del Ministero degli Interni).
Dal mese di febbraio 2002 è riconosciuta legalmente dal governo federale l’affiliata brasiliana Associação Amigos do Brasil.
Le due associazioni hanno risposto congiuntamente alla richiesta di sostegno di una scuola nella Repubblica Democratica del Congo e hanno dato vita ad un nuovo progetto in terra africana conclusosi nel 2019.
Migliaia di studenti hanno beneficiato del progetto di educazione di Amici del Brasile Onlus, garantendosi l’opportunità di costruirsi un futuro più libero e responsabile, come cittadini con una piena coscienza dei propri diritti e dei propri doveri.

## Organizzazione
L’associazione è frutto del lavoro informale avviato in Brasile dal fondatore negli anni ottanta del XX secolo, e sostenuto da gruppi di “amici”, in Italia, che si relazionavano per diversi motivi con la persona di Don Peternazzi. Al momento del suo rientro in patria, il sacerdote affida il lavoro alle due associazioni formatesi nel frattempo in Brasile: “Associação Francesco e Selene Peternazzi” ad Uruburetama e “Associação Nossa Senhora da Conceição” a Tururu. Con il passare del tempo “Amici del Brasile” ha iniziato a strutturarsi, prima di tutto con la fondazione ufficiale nel 1994 in Italia; in seguito è stata fondata l’affiliata brasiliana “Associação Amigos do Brasil” (2002) che successivamente ha assorbito la gestione di tutta l’attività in territorio latinoamericano. Amici del Brasile è associato a FOCSIV (Federazione Organismi Cristiani Servizio Internazionale Volontario) così come Scaip, ACCRI, MLFM e molte altre Organizzazioni e ONG.

## Attività
Oggi, attraverso i fondi raccolti, Amici del Brasile promuove progetti di cooperazione internazionale nei settori della formazione scolastica. I progetti in Africa hanno coinvolto una comunità nella Repubblica Democratica del Congo. In Sud America i progetti coinvolgono tuttora diverse comunità del Nord-est del Brasile. L’attività principale è diretta ad assicurare ai bambini i loro diritti primari, come una buona alimentazione ed una adeguata istruzione, oltre a dare un’opportunità di sviluppo alle famiglie e alle loro comunità. In Italia l’associazione promuove attività di formazione, informazione e sensibilizzazione per i propri progetti; educazione alla solidarietà, alla mondialità e allo sviluppo sostenibile per adulti e ragazzi.